# Drapelul Republicii Moldova
Drapelul Republicii Moldova este un tricolor cu benzi verticale, albastru, galben și roșu, având un raport al proporțiilor de 1:2 între lățime și lungime.

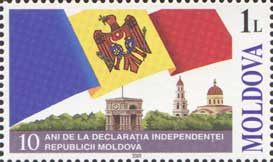
Timbru din 2001 comemorând cei zece ani de independență

Drapelul de Stat al Republicii Moldova, tricolorul, îmbină vechiul însemn al Principatului Moldovei, capul heraldic de bour, cu cele trei culori ale drapelului României care, asemănător celor ale Andorrei și Ciadului de asemenea tricolore albastru-galben-roșu, pare a fi fost parțial inspirat din drapelul Franței. Drapelul Republicii Moldova diferă de cel românesc prin proporția dintre lățime și lungime (1:2, al Republicii Moldova față de 2:3 al României), prin nuanța albastrului (cobalt în România) și prin prezența stemei Republicii Moldova pe culoarea galben. 

1:2 Partea principală
1:2 Partea inversă

## Istorie

### Perioada Principatului Moldovei
Drapele moldovenești au existat, cu certitudine, încă din timpul lui Bogdan, voievod al Moldovei, care în frunte cu steagurile sale și ale oștilor boierești a învins la 1359 oastea regelui Ungariei Ludovic de Anjou. Sub domnia lui Ștefan cel Mare (1457-1504), toate cele 24 ținuturi ale principatului Moldovei aveau, pe lângă drapelul domnesc, steagurile lor. Imaginea celui mai vechi steag moldovenesc datează din anul 1467. Diferite izvoare istorice atestă că în sec. XV-XIX erau cunoscute mai multe drapele cu cromatică roșie, albastră, galbenă, adică culorile care au devenit naționale în sec. XIX.

Călăreț purtător de steag moldovenesc, astfel cum este înfățișat în Chronica Hungarorum, în Bătălia de la Baia, 1467
Steagul moldovenesc la bătălia de la Obertyn. 1531
Drapelul 1574
Stendardul Domnului al lui Ieremia Movilă, 1601
Stindard de cavalerie moldovenească din secolul al XVII-lea
Drapelul Principatului Moldovei, conform Constituției, 1832
Drapel cu fâșiile în variantă orizontală, 1848

Conform unor descrieri de epocă, tricolorul a fost arborat pentru prima oară la 29 iulie 1839 pe muntele Pleșuva din Țara Românească (zona Comarnic-Prahova) de către francezul Al. Vaillant și slugerul Angelescu, însoțiți de țăranii și ciobanii din Comarnic, ca „drapel național al Principatelor Române”. În 1848, steagul adoptat de către revoluționarii din principatele Moldova și Țara Românească a fost tricolorul albastru-galben-roșu orizontal (cu albastrul sus, galbenul la mijloc și roșul jos, conform semnificației: „Libertate (cerul albastru), Dreptate (ogoarele aurite), Frăție (sângele poporului”). În 26 aprilie 1848, studenții moldoveni și munteni din Paris salutau noul guvern revoluționar francez cu un steag național având culorile albastru, auriu și roșu „ca semn frățesc al moldovenilor și muntenilor” . Deviza scrisă pe flamuri era „DРЕПТАТЕ ФРЪЦІЕ” (Dreptate, Frăție) pe galben.

### Perioada Imperiului rus și a Republicii Democratice Moldovenești
Basarabia, aparținând Imperiului rus între 1812 și 1917, avea drapelul acestuia, dar arbora de asemenea o stemă specifică înfățișând capul de bour moldovenesc în două variante (1812-1856, apoi 1856-1917). Mișcarea de eliberare socială și națională a moldovenilor dintre Prut și Nistru în anul 1917 a dus la proclamarea Republicii democratice Moldovenești. Din primăvara anului 1917, tricolorul orizontal (numit în documentele epocii: „steagul național”, „steagul românesc basarabean”, „drapelul Basarabiei”, „drapelul Republicii Moldovenești” etc.) a fost arborat în satele și orașele basarabene, precum și la Odesa, Kiev, Sevastopol printre ostașii moldoveni întruniți în „sfaturi ostășești” (молдавский военный советы). La 17-18 decembrie 1917 tricolorul a fost arborat de Gheorghe Mare pe clădirea din Tiraspol unde se desfășurase Congresul Moldovenilor din Transnistria.

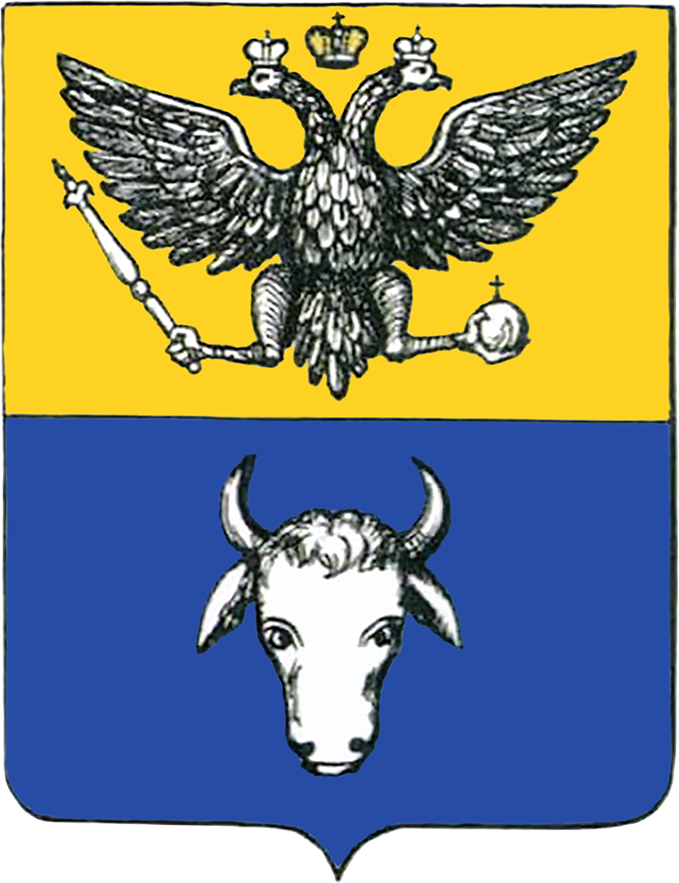
Stema Basarabiei ruse între 1815 și 1826
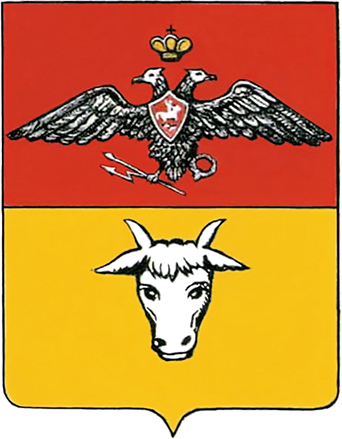
Stema Basarabiei ruse între 1826 și 1856
Stema Basarabiei ruse între 1856 și 1917
Drapel național Republicii Democratice Moldovenești
Drapelul Republicii Democratice Moldovenești
Drapelul Sfatului Țării
Drapelul de luptă al unităților Republicii Democratice Moldovenești

### Perioada României interbelice
În 1918, Sfatul Țării a votat alipirea Basarabiei la Regatul României. Ca urmare, drapelul României interbelice cu fâșii verticale egale roșu, galben și albastru este cel arborat în teritoriul dintre Prut și Nistru. În cadrul vizitelor reprezentanților casei regale a României, drapelul era arborat cu Stema Regală, varianta mare, iar în colțuri Cifrul Regal al Regelui României. Imediat după Unire, Cifrul Regal folosit este cel al Majestății Sale Regelui Ferdinand I (două litere F majuscule andosate), iar după 1921-1922 steagurile militare și stema capătă o formă mai standardizată.

Pavilionul Regelui, un steag personal al Suveranului, nu trebuie confundat cu drapelul național, deși ele au în comun anumite simboluri heraldice.
Cea mai recentă variantă a drapelului regal (înainte de perioada comunistă, în anii '40), având la centru Stema Regală mare, iar la colțuri o variantă a Cifrului Regal
Stema Regală a României, varianta mare este aplicată în centrul drapelelor militare românești (1922-1948)
The Cifrul Regal al regelui Mihai I al României este aplicat la colțurile drapelelor militare românești, fie ca o cruce stilizată întreagă, fie "rupt" în patru litere M majuscule, încoronate.
Drapelul Regal după reunificare (1918), purtând la centru Stema Regală veche, pre-1922 și Cifrul regal of regelui Ferdinand I (două F-uri andosate). Steagul poate fi văzut azi la paradele militare din România.
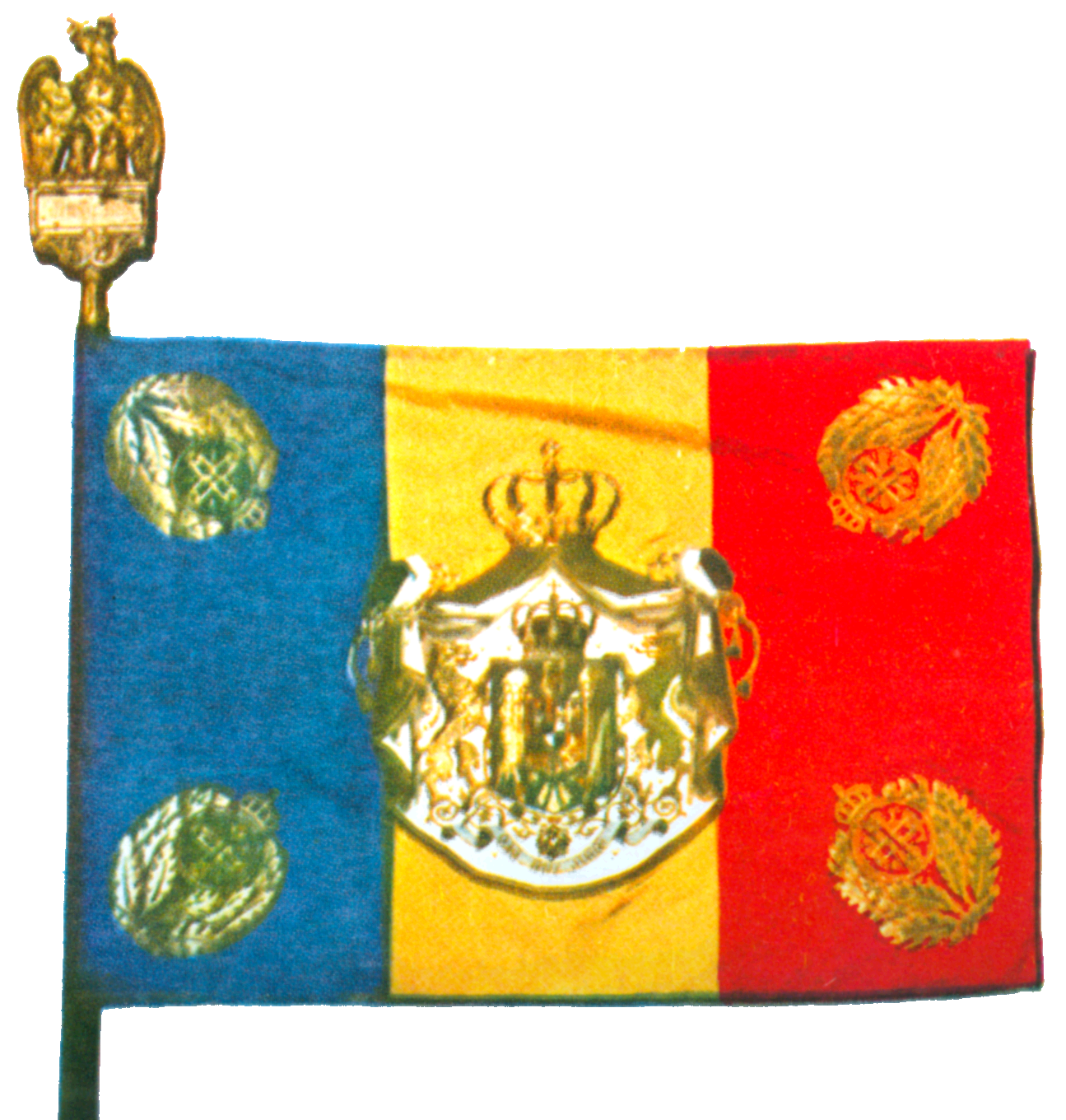
Un drapel de luptă românesc din Al Doilea Război Mondial, purtând la centru Cifrul Regal al regelui Mihai I.
Drapelul militar al Regatului României, având la centru Stema Regală varianta mare și, în colțuri, o formă a Cifrului regelui Mihai I.

### Perioada Uniunii sovietice
După ocupația sovietică a Basarabiei și Bucovinei de nord în 1940, drapelul Uniunii sovietice este cel arborat în teritoriul dintre Prut și Nistru, cu excepția perioadei din Iulie 1941 până în Martie-August 1944 când revin steagurile regale românești. La data de 11 aprilie 1952, sesiunea Sovietului Suprem al Republicii sovietice socialiste moldoveneaști a adoptat în plus un drapel specific Republicii, cu trei benzi orizontale inegale roșu-verde-roșu, cea verde fiind mai subțire, având în colțul de sus, din stânga, la o depărtare de 1/5 a lungimii pânzei steagului, imaginea secerii și ciocanului de aur și deasupra lor o stea cu cinci colțuri de măsură mai mică.

Steagul RSSM în cadrul Uniunii sovietice

În mod ilegal din punctul de vedere al puterii sovietice, în Basarabia au avut loc încercări de arborare a tricolorului albastru-galben-roșu. În noaptea de 24 ianuarie 1941, un grup de elevi ai Liceului Pedagogic Vasile Lupu din Orhei a arborat tricolorul pe sediile NKVD-ului, ale „raikomului” și ale altor instituții statale. Zeci de elevi, în frunte cu Vasile Mahu, directorul Liceului Vasile Lupu, au fost împușcați pentru acest act..
 La începutul lui 1945 Nichifor Manoil, Vasile Pungă, Gheorghe Pungă și Vladimir Arhip din satul Ocnița, Edineț, au înălțat tricolorul pe acoperișul cantonului din localitate, fiind toți patru condamnați la moarte și executați.. La 28 iunie 1966 (aniversarea ocupării Basarabiei), în orășelul Alexăndreni, de lângă Bălți, Gheorghe Muruziuc a atârnat pe coșul fabricii de zahăr tricolorul românesc, confecționat de el. Muruziuc fost arestat la 3 iulie 1966 și la 16 noiembrie 1966, Judecătoria Supremă a RSS Moldovenești, după două zile de ședință specială ținută la Bălți, l-a condamnat la doi ani privațiune de libertate, regim general. A fost internat în lagărul din Sverdlovsk (fostul Ivdellag) unde și-a îndeplinit integral pedeapsa.
La 20 mai 1989, Frontul Popular din Moldova, prin Rezoluția nr. 3 a Congresului I de constituire a FPM „Cu privire la însemnele naționale”, specifică anume: „Culorile naționale ale moldovenilor au fost până la 1940, albastrul, galbenul, roșul, cu excepția perioadelor când o parte sau alta a teritoriului țării își pierdea independența și intra în componența altor state”.
La 13 ianuarie și 24 ianuarie 1990 au avut loc ședințele Comisiei Prezidiului Sovietului Suprem al RSSM, în cadrul cărora au fost ascultate comunicările celor trei grupuri de lucru în domeniul cercetării simbolicii. Participanții la discuție „au împărtășit părerea unanimă a grupurilor de lucru că întoarcerea tricolorului, simbolicii lui într-o perioadă de renovare revoluționară a societății noastre vine din perpetuitatea conștiinței, spiritualității neamului nostru și acceptarea, recunoașterea lui nu ar fi decât un act de echitate istorică…”. La 28 februarie 1990 s-a prezentat un raport ce prevedea organizarea unui concurs pentru noile simboluri ale R.S.S.M. Deja în ajunul tradiționalei demonstrații de 1 mai, la Prima Sesiune a Sovietului Suprem al R.S.S.M din 27 aprilie 1990 s-a legiferat oficial Drapelul tricolor cu stema amplasată în centrul fâșiei galbene (stema urmând să fie aprobată ulterior). Gheorghe Ghimpu a fost cel care a arborat pentru prima dată, la 27 aprilie 1990, tricolorul pe cupola Parlamentului Republicii Moldova. Manifestații pentru tricolor au avut loc și în stânga Nistrului. La o întâlnire a muncitorii de la Uzina de Mașini de Turnătorie cu Nicolae Dabija, în ciuda riscurilor, câțiva tineri intraseră în sala de festivități cu panglici tricolore prinse la piept. Tot atunci tricolorul era arborat pe sediul Universității din Tiraspol, unde era păzit de un detașament de studenți în frunte cu rectorul Mihail Coșcodan și profesorul Ștefan Urâtu.. Prin urmare, între data de 27 aprilie 1990 și cea de 27 august 1991, tricolorul vertical albastru-galben-roșu a fost arborat ca steag al Republicii sovietice socialiste moldoveneaști în cadrul sovietic..

## Descriere
Drapelul de Stat – tricolorul – reprezintă o pânză dreptunghiulară, formată din trei fâșii de dimensiuni egale, dispuse vertical în următoarea succesiune a culorilor de la hampă: albastru-azuriu, galben, roșu. În centru, pe fâșia de culoare galbenă, este imprimată Stema de Stat a Republicii Moldova.
Legea nr. 217 din 17 septembrie 2010 privind Drapelul de Stat al Republicii Moldova stabilește în anexa nr. 2 nuanțele recomandate ale celor cinci culori care apar pe drapel, prin referință la câteva sisteme de definire a culorilor, astfel:
| Spațiu de culoare | Albastru           | Galben     | Roșu        | Maro (acvila) | Verde (ramura de măslin) |
| ----------------- | ------------------ | ---------- | ----------- | ------------- | ------------------------ |
| Nuanță            | Albastru de Berlin | Crom       | Vermion     |               |                          |
| Pantone           | 293c               | 109c       | 186c        | 4645c         | 3415c                    |
| CMYK              | 97-81-0-0          | 1-15-100-0 | 13-100-90-4 | 28-15-68-7    | 100-26-86-14             |
| RGB               | 0-70-174           | 255-210-0  | 204-9-47    | 176-126-91    | 0-122-80                 |
| HTML              | #0046AE            | #FFD200    | #CC092F     | #B07E5B       | #007A50                  |

## Incidente

Drapel de Stat susținut de forurile antiromânești din Republica Moldova

În decembrie 2007, fostul președinte moldovean Vladimir Voronin s-a arătat ostil față de drapelul și stema Republicii Moldova pe motiv că sunt „prea românești”, și că drapelul ar fi „fascist”.

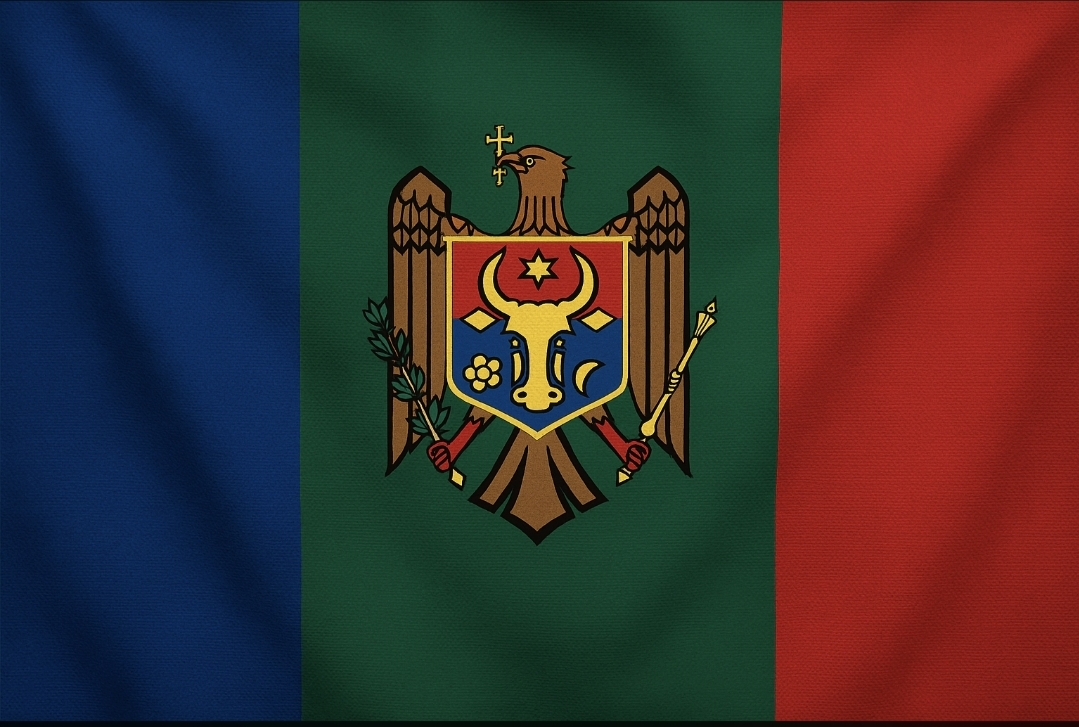
Drapelul pripus în 1997 de istoricul Vladislav Grosul, pentru o confederație Moldova-Transnistria

În mai 2011, câțiva vorbitori de limbă rusă din Chișinău au ars drapelul Republicii Moldova.
În martie 2012, consiliile primăriilor din Bălți și Cahul, au adoptat, fără bază legală, un drapel propus de D.A. Topal și susținut de blocul electoral al comuniștilor și socialiștilor, cu 2 benzi orizontale egale roșu și albastru, și cu un cap de bour galben la mijloc, motivându-și gestul prin afirmația că acest drapel ar fi „istoric”, fapt neconfirmat de istorici și vexilologi. · 

Steagul propus de Igor Dodon, în 2018